# 帝国教会政策

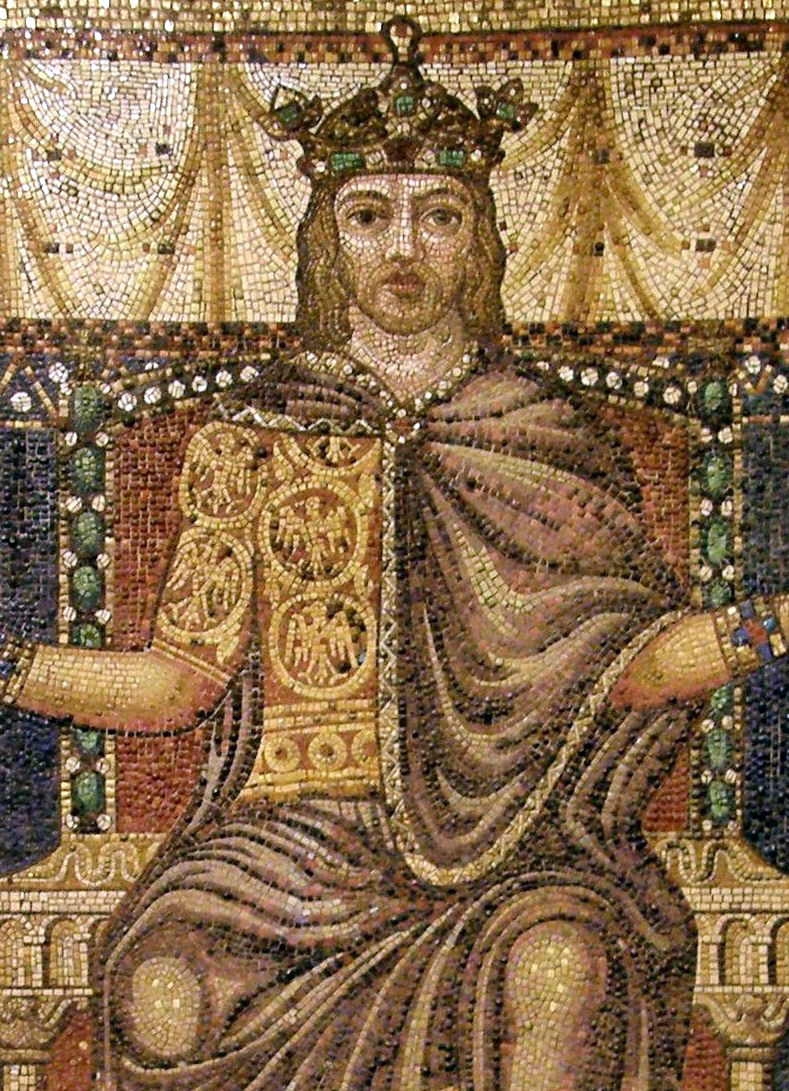
帝国教会政策は、ほとんどの場合オットー1世に関連して考えられる。

帝国教会政策（ていこくきょうかいせいさく、英語: Imperial Church System、ドイツ語: Reichskirchensystem、オランダ語: Rijkskerkenstelsel）は、初期の神聖ローマ皇帝や他の中世ヨーロッパの統治者による、国家の世俗的な統治を、非独身の信徒ではなくカトリック教会の聖職者（特に司教や修道院長）のできるだけ多くの独身の信徒に委ねるための統治政策である。独身の聖職者は、死の際に相続を主張できる正当な相続人を作ることができず、したがって、支配する王家の力を脅かす可能性のある地域の王朝を確立することができなかったため、統治者はこの政策を行った。彼らが死ぬと、独身の聖職者によって統治されていた地域は自動的に統治者に戻り、統治者は彼ら自身の新しい身内をその地位に任命することができ、したがって領域のすべての部分の支配を維持することができた。このように、司教としての彼の精神的（宗教的）力に加えて、君主の一時的（世俗的）力を授けられた司教は、君主司教（英語: Prince-Bishop、ドイツ語: Fürstbistum、Stift、Hochstift、オランダ語: prinsbisdom、sticht）として知られ、彼の領域は君主司教領として知られていた。

## ドイツにおける帝国教会政策
東フランク王国のザクセン朝の国王オットー1世は、国内の有力諸侯の力を抑えるために教会の力の利用を図った。彼は教会に土地を寄進する代わりに自分の身内を聖職者に任命し、教会を統制した。聖職者の独身制のためにその地位は世襲されないので、諸侯がその地位を世襲できなくなった。また聖職者は文書の作成などに通じているので、彼らに国家官僚を兼ねさせることによって政府による統治にも利用できた。962年、オットー1世はローマでローマ教皇ヨハネス12世から戴冠されて皇帝となり、神聖ローマ帝国が成立した。この帝国において、帝国教会政策はイタリア政策とともに後のザリエル朝に継承されていくことになる。またゲルマン社会では、教会は創設者の私有物であるという考え方があり、オットー1世はそのような伝統的観念を拡大して叙任権を獲得し、教会の規律を立て直しながら、その統制を通じて諸侯の力の抑制を目指した。

### 背景
オットー1世が帝国教会政策を採用した背景には、フランク王国の分裂によって教会自身がカールの戴冠によって得た強力な後ろ盾を無くし、ローマ教皇が堕落していると言われる暗黒の世紀に突入し、シモニアや聖職者の妻帯などの腐敗が始まっていたことがあげられる。オットー1世が10世紀に神聖ローマ帝国でこの政策を導入したので、この事象はほとんどザクセン朝の国王と関連して考えられるが、世俗的な統治の地位に独身のカトリック聖職者を任命する慣行は、メロヴィング朝とカロリング朝の時に既に存在し、ザクセン朝の時代には、小規模ではあるがフランスとイギリスでも行われた。

### 展開と終末
この政策は、皇帝や国王が聖職者の任命権を持つ限りで機能した。ザクセン朝の皇帝たちは、西方キリスト教世界の中で教皇権の優位を獲得する過程にあったローマ教皇をなんとか支配することさえできた。11世紀からキリスト教内部でクリュニー修道院を中心とした修道院改革が始まり、自らの力で規律の回復を目指すようになると、その中心となった改革派聖職者の間から帝国教会政策に対する批判が起こった。改革に影響された教皇は教会での帝国の支配に反対し、司教たちに皇帝に反対するよう呼びかけ、11世紀から12世紀における叙任権闘争の間に教会の立場を強化し、1122年のヴォルムス協約によって神聖ローマ帝国内で間接的に司教の任命する権利を握った。当初、地方大聖堂の支部が新しい司教を選出し、彼らの選択が府主教によって確認されなければならないという制度が導入された。14世紀になると、聖座は特定の司教の任命を自分自身に留保し始め、その後教皇は、あらゆる場所のすべての司教を任命する独占的権利を徐々に主張した。これにより、彼らは彼らの身内を任命することができ、したがって皇帝の優位を無効にし、帝国教会制度を維持し拡大することに関心を持たせることができた。一部の君主司教領は、フランス革命またはドイツの陪臣化（1803年）まで存在し続けたが、その後の数世紀で数と権力が徐々に減少した。